# Shinkansen-Baureihe E7
Die Shinkansen-Baureihe E7 (jap. 新幹線E7系電車, Shinkansen E7-kei densha) und die Shinkansen-Baureihe W7 (jap. 新幹線W7系電車, Shinkansen W7-kei densha) sind zwei baugleiche japanische Hochgeschwindigkeitszüge, die für den Einsatz auf der Hokuriku-Shinkansen von JR East und JR West beschafft werden.

## Geschichte
Für den zweiten Bauabschnitts der Hokuriku-Shinkansen zwischen Nagano und Kanazawa mussten neue Fahrzeuge beschafft werden. Auf dem ersten Bauabschnitt, der seit 1998 als Nagano-Shinkansen in Betrieb ist, waren Züge der N-Serie der Baureihe E2 eingesetzt, deren älteste Garnituren aus der Mitte der 1990er-Jahre stammen und seit Ende 2013 einer Generalüberholung unterzogen werden. Im Dezember 2011 kündigte JR East daher an, dass für die Neubaustrecke Neufahrzeuge der Baureihe E7 beschafft würden. Im Januar 2012 kündigte der Leiter der Kanazawa-Direktion von JR West an, dass die Neufahrzeuge gemeinsam mit JR East entwickelt würden. Ziel sei es, die Züge ein Jahr vor der Inbetriebnahme der Strecke vom Hersteller zu erhalten, um in der Wintersaison die Züge bei Schnee ausgiebig testen zu können.
Am 29. November 2013 wurde der erste Vorserienzug der Baureihe E7 offiziell ausgeliefert. Bevor die Züge auf der Hokuriku-Shinkansen zum Einsatz kommen wurden sie auch auf der Tōhoku-Shinkansen getestet.
Seit 15. März 2014 sind die Züge der Baureihe E7 auf den Asama-Verbindungen der Nagano-Shinkansen im Einsatz.
Im April 2014 folgte die Auslieferung des Vorserienzugs W1 der Baureihe W7 an JR West. Die Auslieferung erfolgte von Kōbe auf dem Seeweg, so dass das Fahrzeug am Hafen von Kanazawa vom Schiff auf Tieflader umgeladen werden musste, um zum Hasukan Shinkansen-Betriebswerk gebracht zu werden. Erstmals wurden die Fahrzeuge im Juni 2014 der Öffentlichkeit vorgestellt.
Im April 2015 gaben JR East und JR West bekannt, dass sie je eine zusätzliche Garnitur der Baureihen E7 und W7 bestellt haben, um damit die letzten Züge der Baureihe E2 auf der Asama-Verbindung ersetzen zu können.
Im April 2017 beschloss JR East zum Ersatz der alternden Baureihe E4 auf der Jōetsu-Shinkansen zukünftig die Baureihe E7 einzusetzen. Dazu erfolgte die Bestellung eines zweiten Bauloses über 11 weitere Züge. Betriebsbeginn der Baureihe E7 auf der Jōetsu-Shinkansen war im März 2019.
Im Oktober 2019 wurde durch den Taifun Hagibis das Shinkansen-Betriebswerk Nagano überflutet, wodurch 8 Züge der Baureihe E7 und 2 Züge der Baureihe W7 erheblichen Wasserschaden erlitten. Nach umfassender Überprüfung wurde entschieden die Züge abzuschreiben und zu verschrotten bzw. als Ersatzteilspender auszuschlachten. Um den dadurch entstandenen Fahrzeugmangel auf der Hokuriku-Shinkansen abzumildern wurden einige Züge des für die Jōetsu-Shinkansen vorgesehenen zweiten Bauloses von JR East zunächst auf der Hokuriku-Shinkansen eingesetzt. JR West entschied die beiden verlorenen Garnituren durch Ersatzbeschaffungen zu ersetzen, die 2021 ausgeliefert werden sollen.
Im November 2020 kündigte JR East an, dass ab November 2021 auf der Jōetsu-Shinkansen Autonomes Fahren mit einer speziell ausgerüsteten Garnitur der Baureihe E7 erprobt werden soll. Die erste Testfahrt erfolgte in den Morgenstunden des 17. November 2021 auf dem rund fünf Kilometer langen Streckenabschnitt zwischen Bahnhof Niigata und dem Shinkansen-Bahnbetriebswerk Niigata. Der Zug erreichte bei der Fahrt 100 km/h und hielt selbstständig an der richtigen Position am Bahnsteig. Weitere Testfahrten sollen folgen.

## Technik
Da die Baureihe E7/W7 unmittelbarer Nachfolger der Baureihe E2 werden soll, sind ihre Anforderungsprofile sehr ähnlich. Gegenüber der Baureihe E2 sollen die Fahrzeuge der Baureihe E7/W7 bei höherer Leistung umweltfreundlicher sein und einen besseren Komfort für die Fahrgäste bieten. Als Leistungsanforderung verlangte JR East von den Herstellern, dass die Züge auch bei starken Steigungen in den Bergen bei 210 km/h im Dauerbetrieb betrieben werden können. Auf dem Neubauabschnitt sollen die Züge bei einer Höchstgeschwindigkeit von 260 km/h betrieben werden, die technische Höchstgeschwindigkeit der Züge liegt bei 275 km/h.
Um die Lärmbelastung zu minimieren, ist die Fahrzeugseite mit speziellen Lärmabsorbern verkleidet worden und ein neuer Typ eines Stromabnehmers kommt zum Einsatz.
Damit die Fahrgäste der Gran Class besonders bequem reisen, ist Wagen 12 mit einer vollständigen aktiven Federung ausgestattet. Alle anderen Wagen sind mit einer semi-aktiven Federung ausgestattet.
Wie auch schon zuvor bei den Baureihen E5 und E6 wird die Bremsanlage der Baureihe E7/W7 vom deutschen Hersteller Knorr-Bremse geliefert. Um den Anforderungen der bergigen Streckenführung der Hokuriku-Shinkansen zu genügen, müssen die Bremsen bis zu 600 kW Leistung erbringen und Temperaturen von bis zu 700 °C standhalten.
Die Baureihe E7/W7 wird als 12-Wagen-Formation beschafft, womit sie um vier Wagen länger als die N-Serie der Baureihe E2 ist, die sie ersetzen wird. Somit steigt die Anzahl an Sitzplätzen von 630 in der Baureihe E2 auf 934 in den Neufahrzeugen.

## Wagenreihung

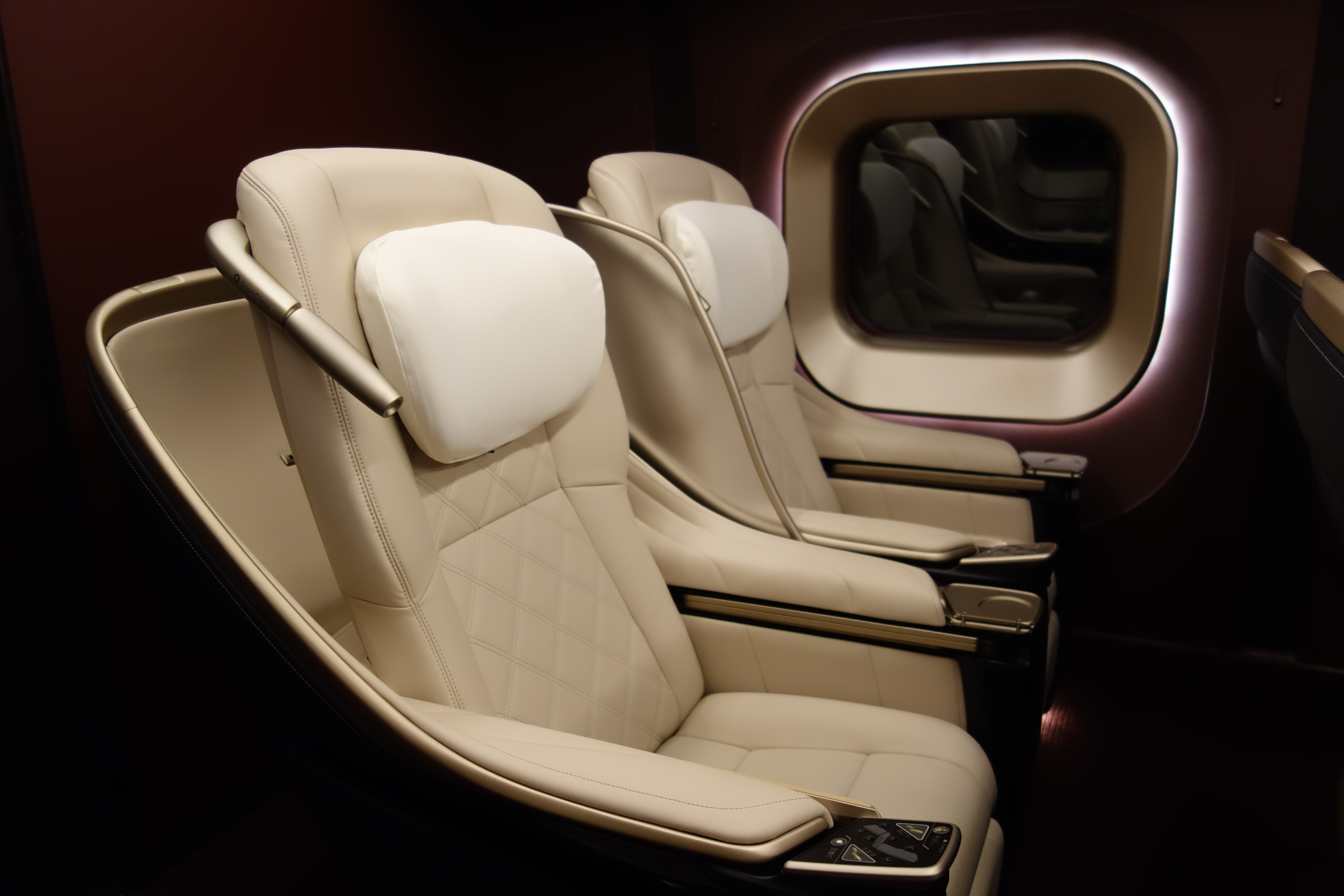
Innenraum

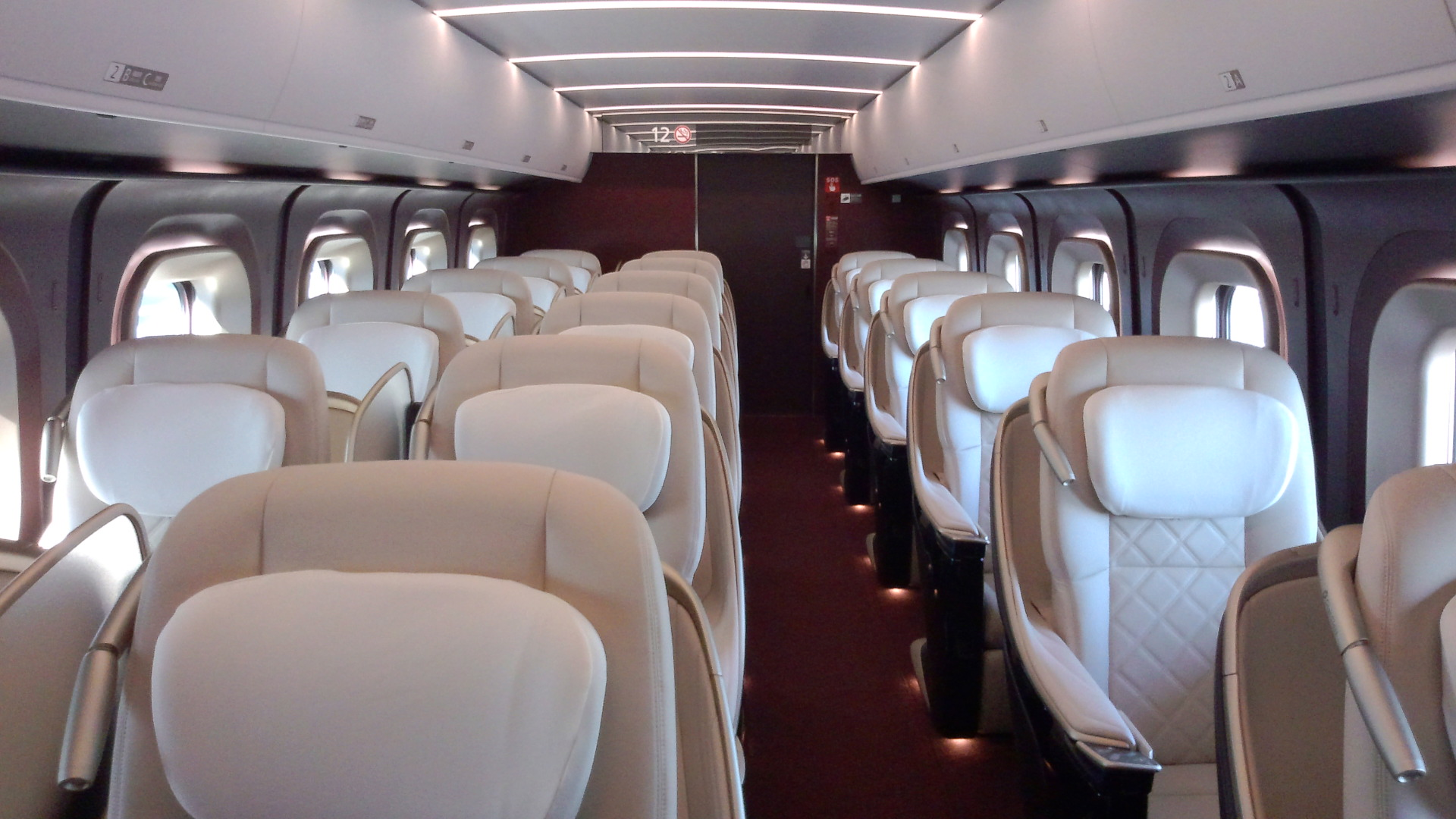
Innenraum Gran Class

Die Baureihe E7/W7 wird aus insgesamt zwölf Wagen gebildet, davon zwei nicht angetriebene Endwagen und zehn angetriebene Mittelwagen. In Wagen 11 ist die Green Class (1. Klasse), in Wagen 12 die Gran Class, die erstmals in der Baureihe E5 eingeführt wurde.
| Richtung      | ←Tokio    | ←Tokio   | ←Tokio                          | ←Tokio   | ←Tokio    | ←Tokio   | Kanazawa→                                                          | Kanazawa→ | Kanazawa→ | Kanazawa→ | Kanazawa→                                    | Kanazawa→ |
| Wagennr.      | 1         | 2        | 3                               | 4        | 5         | 6        | 7                                                                  | 8         | 9         | 10        | 11                                           | 12        |
| ------------- | --------- | -------- | ------------------------------- | -------- | --------- | -------- | ------------------------------------------------------------------ | --------- | --------- | --------- | -------------------------------------------- | --------- |
| Kennzeichnung | Tc        | M2       | M1                              | M2       | M1        | M2       | M1                                                                 | M2        | M1        | M2        | M1s                                          | Tsc       |
| Nummerierung* | E723      | E726-100 | E725                            | E726-200 | E725-100  | E726-300 | E725-200                                                           | E726-400  | E725-400  | E726-500  | E715                                         | E714      |
| Sitzplätze    | 50        | 100      | 85                              | 100      | 85        | 90       | 58                                                                 | 100       | 85        | 100       | 63                                           | 18        |
| Ausstattung   | Toiletten |          | Toiletten, öffentliches Telefon |          | Toiletten |          | Rollstuhlplatz, behindertengerechte Toilette, öffentliches Telefon |           | Toiletten |           | Rollstuhlplatz, behindertengerechte Toilette | Toiletten |

*Die Wagen bei der Baureihe W7 tragen analoge Nummern zur Baureihe E7, sind allerdings mit einem „W“ anstelle eines „E“ angeführt.
Die Wagen 3 und 7 sind jeweils mit einem einarmigen Stromabnehmer ausgestattet, der sich automatisch in Fahrrichtung ausrichtet.

## Flotte

### Baureihe E7
Mit Stand November 2020 sind von den 27 ausgelieferten Zügen 17 im Einsatz.
| Nummer | Auslieferung       | Hersteller                     | Ausmusterung     | Anmerkungen                                                                                |
| ------ | ------------------ | ------------------------------ | ---------------- | ------------------------------------------------------------------------------------------ |
| F1     | 27. November 2013  | Kawasaki HI                    | 13. Oktober 2019 | Vorserienfahrzeug; Verschrottung 2019 nach irreparablen Wasserschäden durch Taifun Hagibis |
| F2     | 26. Dezember 2013  | Hitachi                        | 13. Oktober 2019 | Verschrottung 2019 nach irreparablen Wasserschäden durch Taifun Hagibis                    |
| F3     | 30. Januar 2014    | Hitachi                        |                  |                                                                                            |
| F4     | 24. Februar 2014   | Kawasaki HI                    |                  |                                                                                            |
| F5     | 18. März 2014      | Kawasaki HI                    |                  |                                                                                            |
| F6     | 2. Juni 2014       | Kawasaki HI                    |                  |                                                                                            |
| F7     | 14. Mai 2014       | J-TREC                         | 13. Oktober 2019 | Verschrottung 2019 nach irreparablen Wasserschäden durch Taifun Hagibis                    |
| F8     | 14. Juli 2014      | J-TREC                         | 13. Oktober 2019 | Verschrottung 2019 nach irreparablen Wasserschäden durch Taifun Hagibis                    |
| F9     | 27. August 2014    | J-TREC                         |                  |                                                                                            |
| F10    | 16. September 2014 | Hitachi                        | 13. Oktober 2019 | Verschrottung 2019 nach irreparablen Wasserschäden durch Taifun Hagibis                    |
| F11    | 6. Oktober 2014    | J-TREC                         |                  |                                                                                            |
| F12    | 10. November 2014  | J-TREC                         |                  |                                                                                            |
| F13    | 19. Dezember 2014  | Hitachi                        |                  |                                                                                            |
| F14    | 19. Januar 2015    | Hitachi                        | 13. Oktober 2019 | Verschrottung 2019 nach irreparablen Wasserschäden durch Taifun Hagibis                    |
| F15    | 6. Februar 2015    | Kawasaki HI                    |                  |                                                                                            |
| F16    | März 2015          | Hitachi                        | 13. Oktober 2019 | Verschrottung 2019 nach irreparablen Wasserschäden durch Taifun Hagibis                    |
| F17    | 6. März 2015       | Kawasaki HI                    |                  |                                                                                            |
| F18    | 26. Oktober 2015   | J-TREC                         | 13. Oktober 2019 | Nachbestellung; Verschrottung 2019 nach irreparablen Wasserschäden durch Taifun Hagibis    |
| F19    | 3. April 2017      | Kawasaki HI                    |                  | 2. Baulos                                                                                  |
| F20    | 31. Oktober 2018   | Kawasaki HI                    |                  | 2. Baulos                                                                                  |
| F21    | 20. November 2018  | Hitachi                        |                  | 2. Baulos                                                                                  |
| F22    | 5. Dezember 2018   | Kawasaki HI                    |                  | 2. Baulos                                                                                  |
| F23    | 8. September 2019  | Hitachi                        |                  | 2. Baulos                                                                                  |
| F24    | 8. September 2019  | Hitachi                        |                  | 2. Baulos                                                                                  |
| F25    | 7. Oktober 2019    | Kawasaki HI                    |                  | 2. Baulos                                                                                  |
| F26    | 11. November 2019  | Hitachi                        |                  | 2. Baulos                                                                                  |
| F27    | 24. Januar 2020    | Hitachi                        |                  | 2. Baulos                                                                                  |
| F28    | 25. Januar 2022    | J-TREC Yokohama                |                  |                                                                                            |
| F29    | 9. November 2020   | Kawasaki Heavy Industries      |                  |                                                                                            |
| F30    | 3. Dezember 2020   | Kawasaki Heavy Industries      |                  |                                                                                            |
| F31    | 26. Februar 2021   | Hitachi                        |                  |                                                                                            |
| F32    | 11. Mai 2021       | Kawasaki Heavy Industries      |                  |                                                                                            |
| F33    | 17. August 2021    | Hitachi                        |                  |                                                                                            |
| F34    | 6. Oktober 2021    | Hitachi                        |                  |                                                                                            |
| F35    | 9. November 2021   | J-TREC Yokohama                |                  |                                                                                            |
| F36    | 21. Oktober 2021   | Kawasaki Railcar Manufacturing |                  |                                                                                            |
| F40    | 12. Mai 2021       | Hitachi                        |                  |                                                                                            |
| F41    | 4. Juni 2021       | Hitachi                        |                  |                                                                                            |
| F42    | 7. Juni 2021       | Kawasaki Heavy Industries      |                  |                                                                                            |
| F43    | 2. August 2021     | J-TREC Yokohama                |                  |                                                                                            |
| F44    | 14. Januar 2022    | Hitachi                        |                  |                                                                                            |
| F47    | Januar 2023        |                                |                  |                                                                                            |

### Baureihe W7
Mit Stand April 2021 sind elf Züge ausgeliefert worden, wovon neun in Betrieb sind. Zwei Züge sind bestellt und sollen im Jahr 2021 ausgeliefert werden.
| Nummer | Auslieferung       | Hersteller   | Ausmusterung     | Anmerkungen                                                             |
| ------ | ------------------ | ------------ | ---------------- | ----------------------------------------------------------------------- |
| W1     | 30. April 2014     | Kawasaki HI  |                  | Vorserienfahrzeug                                                       |
| W2     | 5. Juni 2014       | Hitachi      | 13. Oktober 2019 | Verschrottung 2019 nach irreparablen Wasserschäden durch Taifun Hagibis |
| W3     | 30. Juni 2014      | Kawasaki HI  |                  |                                                                         |
| W4     | 18. Juli 2014      | Hitachi      |                  |                                                                         |
| W5     | 21. August 2014    | Kawasaki HI  |                  |                                                                         |
| W6     | 11. September 2014 | Kawasaki HI  |                  |                                                                         |
| W7     | 27. September 2014 | Kinki Sharyō | 13. Oktober 2019 | Verschrottung 2019 nach irreparablen Wasserschäden durch Taifun Hagibis |
| W8     | 15. Oktober 2014   | Hitachi      |                  |                                                                         |
| W9     | 3. November 2014   | Hitachi      |                  |                                                                         |
| W10    | 26. Dezember 2014  | Kinki Sharyō |                  |                                                                         |
| W11    | 17. September 2015 | Hitachi      |                  | Nachbestellung                                                          |
| W12    | 29. Oktober 2021   | Hitachi      |                  | Nachbestellung als Ersatz für Garnituren W2 und W7                      |
| W13    | 8. Dezember 2021   | Hitachi      |                  | Nachbestellung als Ersatz für Garnituren W2 und W7                      |
| W14    | 31. März 2022      | Hitachi      |                  | Nachbestellung                                                          |